# マッハの恐怖
『マッハの恐怖』（マッハのきょうふ）は、柳田邦男による航空事故の原因を究明したノンフィクション作品である。第3回（1972年）大宅壮一ノンフィクション賞を受賞した。

## 概要

### 「マッハの恐怖」

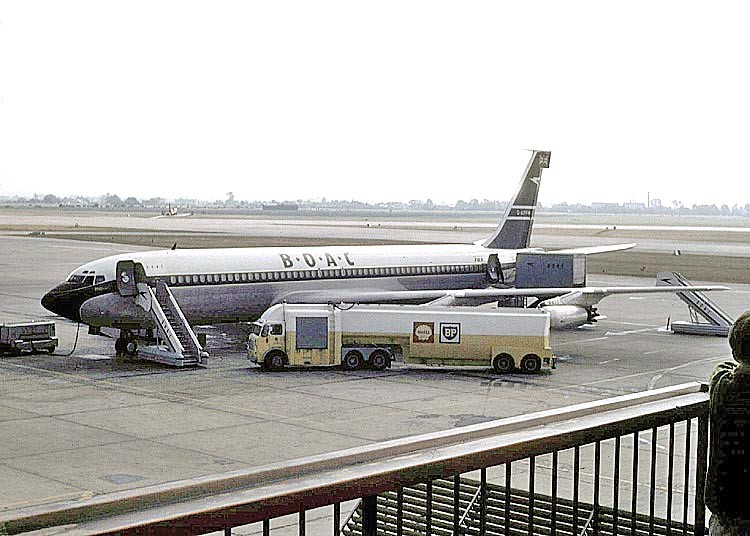
英国海外航空のボーイング707

当時NHK社会部の遊軍記者であった柳田は、1966年に連続して発生した航空機事故である「全日空羽田沖墜落事故」（2月4日）・「カナダ太平洋航空機墜落事故」（3月4日）・「英国海外航空機空中分解事故」（3月5日）を取材し、後にこれらの事故を追ったノンフィクションとして1971年にフジ出版社より出版された。
現在とは違い、航空事故を理論的かつ科学的に分析する書籍も少なかった当時、テレビニュースや新聞、雑誌など多くのマスコミのように航空機事故を単なる一過性の「事故」として認識しただけで感情的に語るのではなく、その事故原因と原因究明に対する事故調査委員会や航空会社・航空機製造会社や当局の姿勢を高度経済成長を続ける日本の現代社会が持つ歪みを併せて描いたという評価を受けて当時大ベストセラーとなり、1972年度の大宅壮一ノンフィクション賞を受賞した。その後、古巣のNHKでラジオドラマ化もされている。

### 「続・マッハの恐怖」
「マッハの恐怖」が出版される前年の1971年に発生した東亜国内航空の「ばんだい号墜落事故」（7月3日）と、全日空松山沖墜落事故（11月13日）・および1972年の日本航空の連続事故・「日本航空羽田空港暴走事故」（5月15日）・「日本航空ニューデリー墜落事故」（6月14日）・「日本航空金浦空港暴走事故」（9月7日）・「日本航空ボンベイ空港誤認着陸事故」（9月24日）・「日本航空シェレメーチエヴォ墜落事故」（11月28日）などを扱った続編である。
ほかにもデ・ハビランド DH.106 コメット機の連続空中分解事故や、アメリカにおけるイースタン航空のロッキード L-1011 トライスター機の墜落事故（イースタン航空401便墜落事故）など様々な原因により発生した航空事故を取り上げたことで、より広範囲な視点で航空機事故とそれに至った原因を掘り下げている。

## 書誌情報
- 柳田邦男『マッハの恐怖―連続ジェット機事故を追って』フジ出版社、1971年
- 柳田邦男『マッハの恐怖〈続〉―連続ジェット機事故鎮魂の記録』フジ出版社、1973年
- 柳田邦男『マッハの恐怖―連続ジェット機事故を追って』フジ出版社、1983年 ISBN 978-4-89226016-2 - 新組版
- 柳田邦男『マッハの恐怖（続〉―連続ジェット機事故鎮魂の記録 』フジ出版社、1985年 ISBN 978-4-89226027-8 - 新組版
- 柳田邦男『マッハの恐怖』新潮社〈新潮文庫〉、1986年 ISBN 978-4-10124905-6
- 柳田邦男『続・マッハの恐怖』新潮社〈新潮文庫〉、1986年 ISBN 978-4-10124906-3
- 柳田邦男編著「マッハの恐怖」『技術社会の影』文藝春秋〈同時代ノンフィクション選集〉、1992年 ISBN 978-4-16511290-7